# Saint-Amans-Soult
Pour les articles homonymes, voir Saint-Amans.
Saint-Amans-Soult [sɛ̃t‿amɑ̃ sult] est une commune française située dans le département du Tarn, à 8 kilomètres de Mazamet, en région Occitanie. Sur le plan historique et culturel, la commune est dans la Montagne Noire, un massif montagneux constituant le rebord méridional du Massif central.
Exposée à un climat océanique altéré, elle est drainée par le Thoré, le Rieuvergnet, le ruisseau de la Truite, le ruisseau de la Ville, le ruisseau des Esclayracs et par divers autres petits cours d'eau. Incluse dans le parc naturel régional du Haut-Languedoc, la commune possède un patrimoine naturel remarquable composé d'une zone naturelle d'intérêt écologique, faunistique et floristique.
Saint-Amans-Soult est une commune rurale qui compte 1 524 habitants en 2022. Elle est dans l'unité urbaine de Saint-Amans-Soult et fait partie de l'aire d'attraction de Mazamet. Ses habitants sont appelés les Saint-Amantais ou  Saint-Amantaises.
La commune était anciennement appelée Saint-Amans-la-Bastide : elle a été renommée en 1851 en hommage au maréchal Soult, né dans la commune en 1769.

## Géographie

### Localisation
La commune de Saint-Amans-Soult est située dans la vallée du Thoré au sud du département du Tarn, à mi-chemin sur l’axe routier qui relie Toulouse à Béziers. Elle est limitrophe du département de l'Aude.

### Communes limitrophes
Les communes limitrophes sont  Albine, Bout-du-Pont-de-Larn, Castans, Mazamet et Saint-Amans-Valtoret.
| Bout-du-Pont-de-Larn | Saint-Amans-Valtoret |        |
| Mazamet              | Saint-Amans-Soult    | Albine |
|                      | Castans (Aude)       |        |

### Voies de communication et transports
La commune est accessible par la route départementale 612, qui la traverse au nord, et qui relie Albi à Montpellier.
Saint-Amans-Soult est desservie par des lignes régulières du réseau régional liO : la ligne 753 relie Castres à Béziers (prolongée à Valras-Plage durant la période estivale) ; la ligne 762 relie Castres à Saint-Pons-de-Thomières.

### Géologie

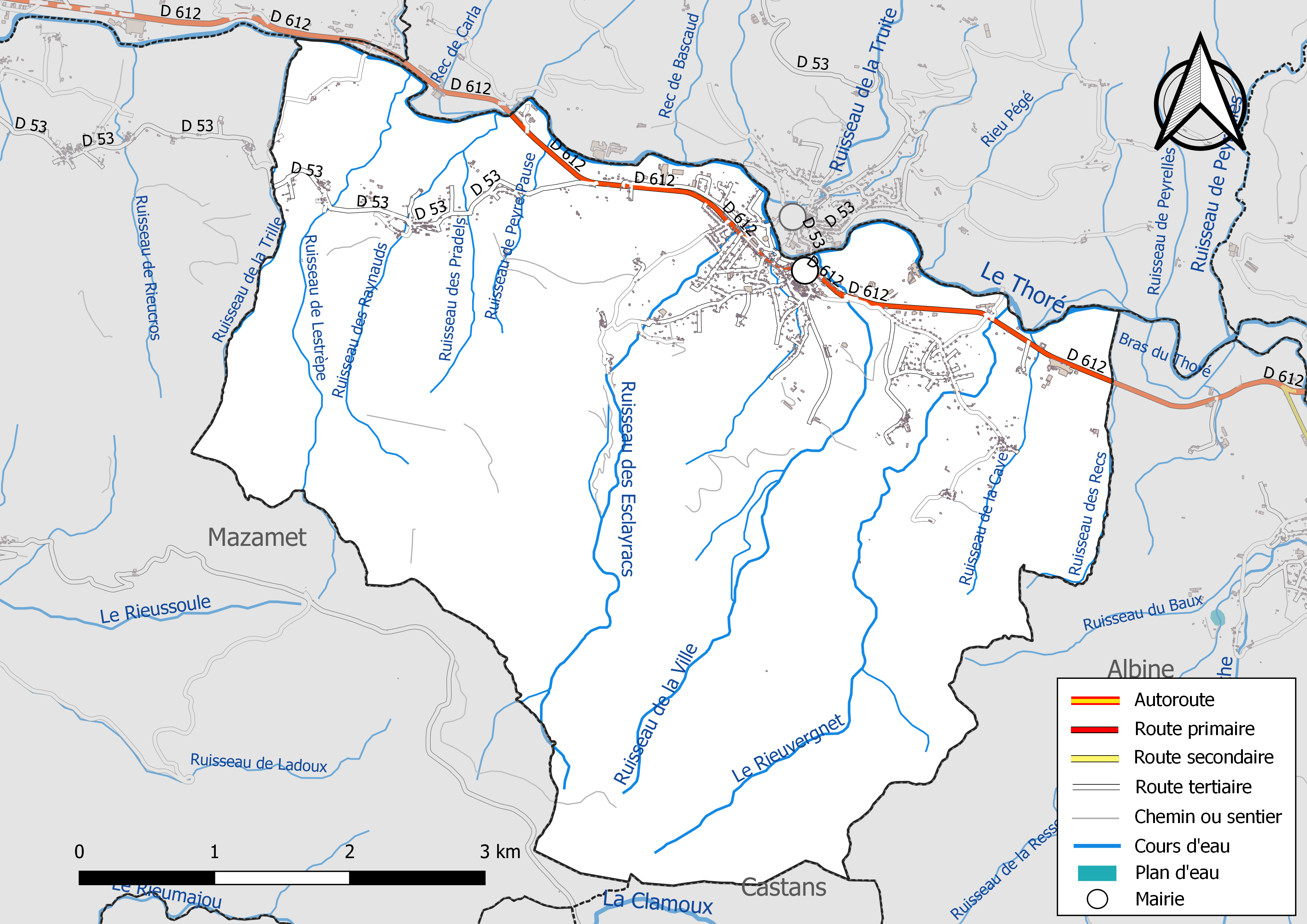
Réseaux hydrographique et routier de Saint-Amans-Soult.

Au cœur du parc naturel régional du Haut-Languedoc, entre la Montagne Noire au sud et les Monts de Lacaune au nord, cette région est l’aboutissement sud du Massif central.
Le village est installé sur la rive gauche du Thoré.
Cette rivière fut, de la fin du XIXe au début du XXe siècle, au centre de la révolution industrielle, avec comme principale activité l’industrie textile (délainage).

### Hydrographie
La commune est dans le bassin de la Garonne, au sein du bassin hydrographique Adour-Garonne. Elle est drainée par le Thoré, le Rieuvergnet, le ruisseau de la Truite, le ruisseau de la Ville, le ruisseau des Esclayracs, Rec Dal Fau, Rieu Pégé, le ruisseau de la Cave, le ruisseau de la Trille, le ruisseau de Lestrèpe, le ruisseau de Peyre Pause, le ruisseau des Esclayracs, le ruisseau des Pradels, le ruisseau des Raynauds, et par divers petits cours d'eau, qui constituent un réseau hydrographique de 40 km de longueur totale,.
Le Thoré, d'une longueur totale de 61,6 km, prend sa source dans la commune de Rieussec et s'écoule d'est en ouest. Il traverse la commune et se jette dans l'Agout à Navès, après avoir traversé 20 communes.

### Climat
Pour des articles plus généraux, voir Climat de l'Occitanie et Climat du Tarn.
En 2010, le climat de la commune est de type climat méditerranéen altéré, selon une étude du Centre national de la recherche scientifique s'appuyant sur une série de données couvrant la période 1971-2000. En 2020, Météo-France publie une typologie des climats de la France métropolitaine dans laquelle la commune est exposée à un climat océanique altéré et est dans une zone de transition entre les régions climatiques « Aquitaine, Gascogne » et « Provence, Languedoc-Roussillon ».
Pour la période 1971-2000, la température annuelle moyenne est de 13,4 °C, avec une amplitude thermique annuelle de 15,5 °C. Le cumul annuel moyen de précipitations est de 1 129 mm, avec 9,9 jours de précipitations en janvier et 5 jours en juillet. Pour la période 1991-2020, la température moyenne annuelle observée sur la station météorologique de Météo-France la plus proche, « Rouairoux », sur la commune de Rouairoux à 7 km à vol d'oiseau, est de 13,0 °C et le cumul annuel moyen de précipitations est de 1 653,1 mm. 
La température maximale relevée sur cette station est de 42 °C, atteinte le 13 août 2003 ; la température minimale est de −11,5 °C, atteinte le 9 février 2012,,.
Les paramètres climatiques de la commune ont été estimés pour le milieu du siècle (2041-2070) selon différents scénarios d'émission de gaz à effet de serre à partir des nouvelles projections climatiques de référence DRIAS-2020. Ils sont consultables sur un site dédié publié par Météo-France en novembre 2022.

### Milieux naturels et biodiversité

#### Espaces protégés
La protection réglementaire est le mode d’intervention le plus fort pour préserver des espaces naturels remarquables et leur biodiversité associée,.
La commune fait partie du parc naturel régional du Haut-Languedoc, créé en 1973 et d'une superficie de 307 184 ha, qui s'étend sur 118 communes et deux départements. Implanté de part et d’autre de la ligne de partage des eaux entre Océan Atlantique et mer Méditerranée, ce territoire est un véritable balcon dominant les plaines viticoles du Languedoc et les étendues céréalières du Lauragais,

#### Zones naturelles d'intérêt écologique, faunistique et floristique

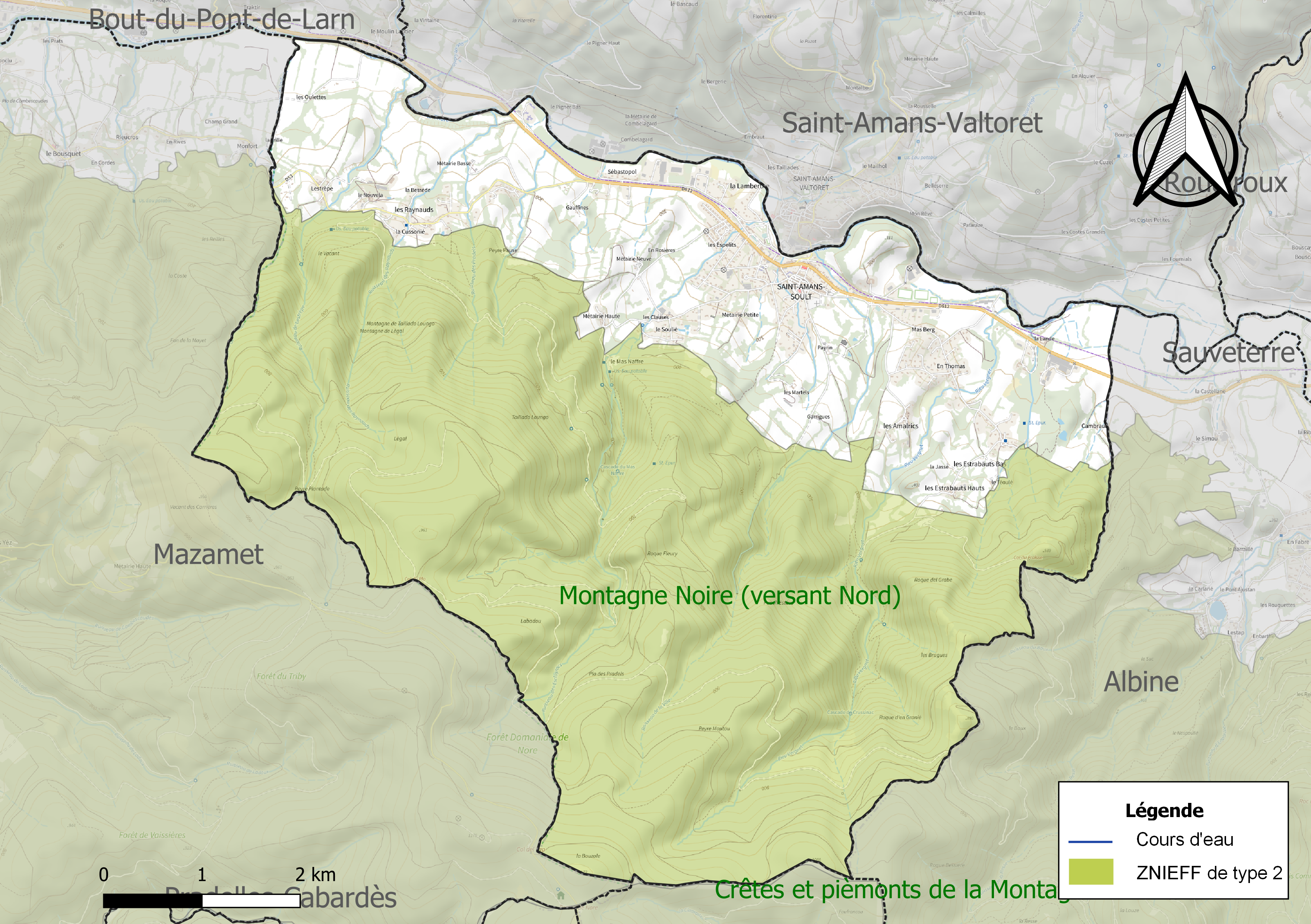
Carte de la ZNIEFF de type 2 localisée sur la commune.

L’inventaire des zones naturelles d'intérêt écologique, faunistique et floristique (ZNIEFF) a pour objectif de réaliser une couverture des zones les plus intéressantes sur le plan écologique, essentiellement dans la perspective d’améliorer la connaissance du patrimoine naturel national et de fournir aux différents décideurs un outil d’aide à la prise en compte de l’environnement dans l’aménagement du territoire.
Une ZNIEFF de type 2 est recensée sur la commune :
la « montagne Noire (versant Nord) » (31 971 ha), couvrant 37 communes dont 14 dans l'Aude, deux dans la Haute-Garonne, trois dans l'Hérault et 18 dans le Tarn.

## Urbanisme

### Typologie
Au 1er janvier 2024, Saint-Amans-Soult est catégorisée commune rurale à habitat dispersé, selon la nouvelle grille communale de densité à sept niveaux définie par l'Insee en 2022.
Elle appartient à l'unité urbaine de Saint-Amans-Soult, une agglomération intra-départementale regroupant deux  communes, dont elle est ville-centre,,. Par ailleurs la commune fait partie de l'aire d'attraction de Mazamet, dont elle est une commune de la couronne,. Cette aire, qui regroupe 4 communes, est catégorisée dans les aires de moins de 50 000 habitants,.

### Occupation des sols
L'occupation des sols de la commune, telle qu'elle ressort de la base de données européenne d’occupation biophysique des sols Corine Land Cover (CLC), est marquée par l'importance des forêts et milieux semi-naturels (67,7 % en 2018), une proportion sensiblement équivalente à celle de 1990 (67,4 %). La répartition détaillée en 2018 est la suivante : 
forêts (67,5 %), prairies (16,5 %), zones agricoles hétérogènes (9,8 %), zones urbanisées (6 %), milieux à végétation arbustive et/ou herbacée (0,2 %). L'évolution de l’occupation des sols de la commune et de ses infrastructures peut être observée sur les différentes représentations cartographiques du territoire : la carte de Cassini (XVIIIe siècle), la carte d'état-major (1820-1866) et les cartes ou photos aériennes de l'IGN pour la période actuelle (1950 à aujourd'hui).

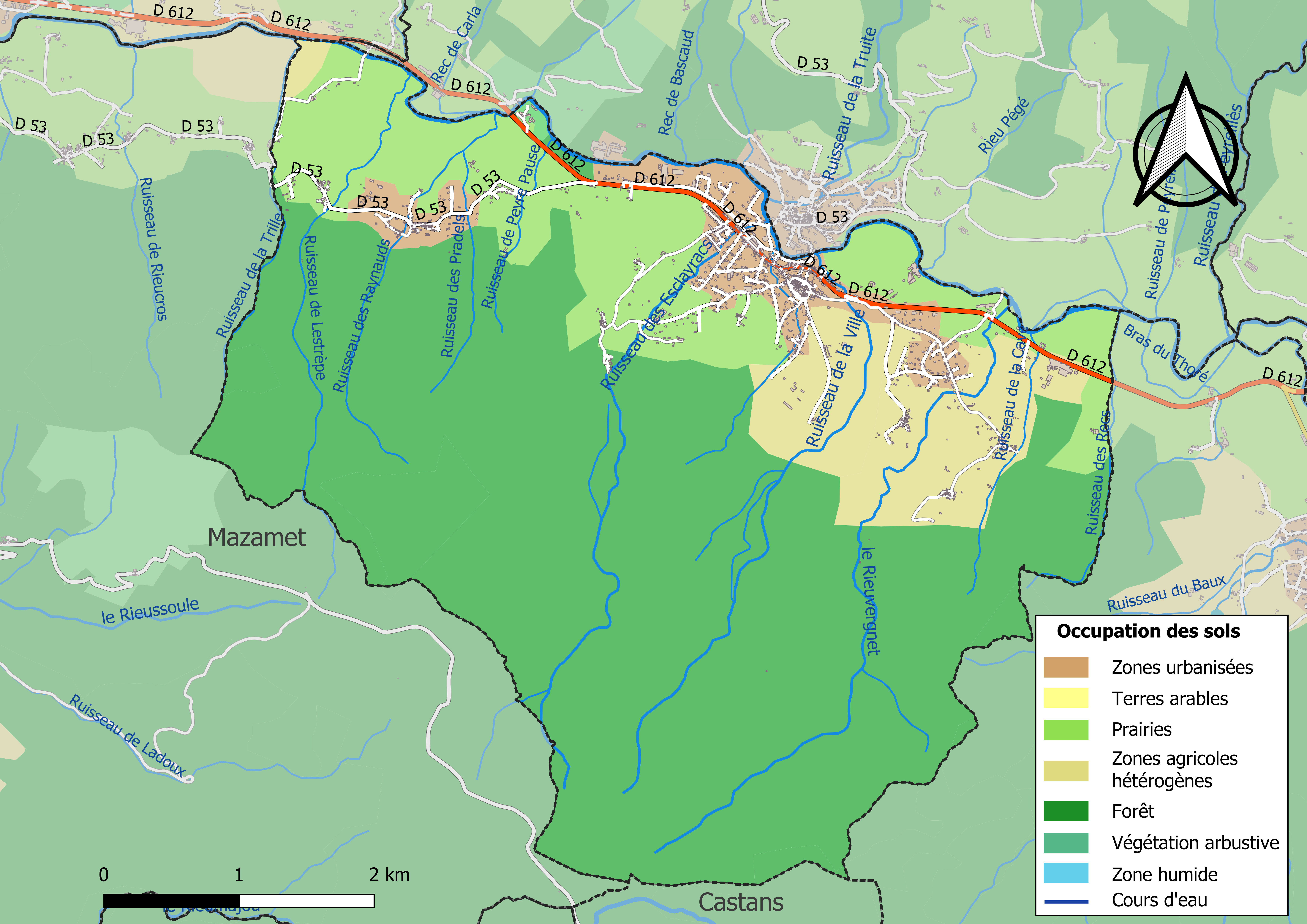
Carte des infrastructures et de l'occupation des sols de la commune en 2018 (CLC).

### Risques majeurs
Le territoire de la commune de Saint-Amans-Soult est vulnérable à différents aléas naturels : météorologiques (tempête, orage, neige, grand froid, canicule ou sécheresse), inondations, feux de forêts, mouvements de terrains et séisme (sismicité très faible). Il est également exposé à un risque technologique, le transport de matières dangereuses, et à un risque particulier : le risque de radon. Un site publié par le BRGM permet d'évaluer simplement et rapidement les risques d'un bien localisé soit par son adresse soit par le numéro de sa parcelle.

#### Risques naturels
Certaines parties du territoire communal sont susceptibles d’être affectées par le risque d’inondation par débordement de cours d'eau, notamment le Thoré. La cartographie des zones inondables en ex-Midi-Pyrénées réalisée dans le cadre du XIe Contrat de plan État-région, visant à informer les citoyens et les décideurs sur le risque d’inondation, est accessible sur le site de la DREAL Occitanie. La commune a été reconnue en état de catastrophe naturelle au titre des dommages causés par les inondations et coulées de boue survenues en 1982, 1995, 1996, 1999, 2011, 2017 et 2018,.
Saint-Amans-Soult est exposée au risque de feu de forêt. En 2022, il n'existe pas de Plan de Prévention des Risques incendie de forêt (PPRif). Le débroussaillement aux abords des maisons constitue l’une des meilleures protections pour les particuliers contre le feu,.

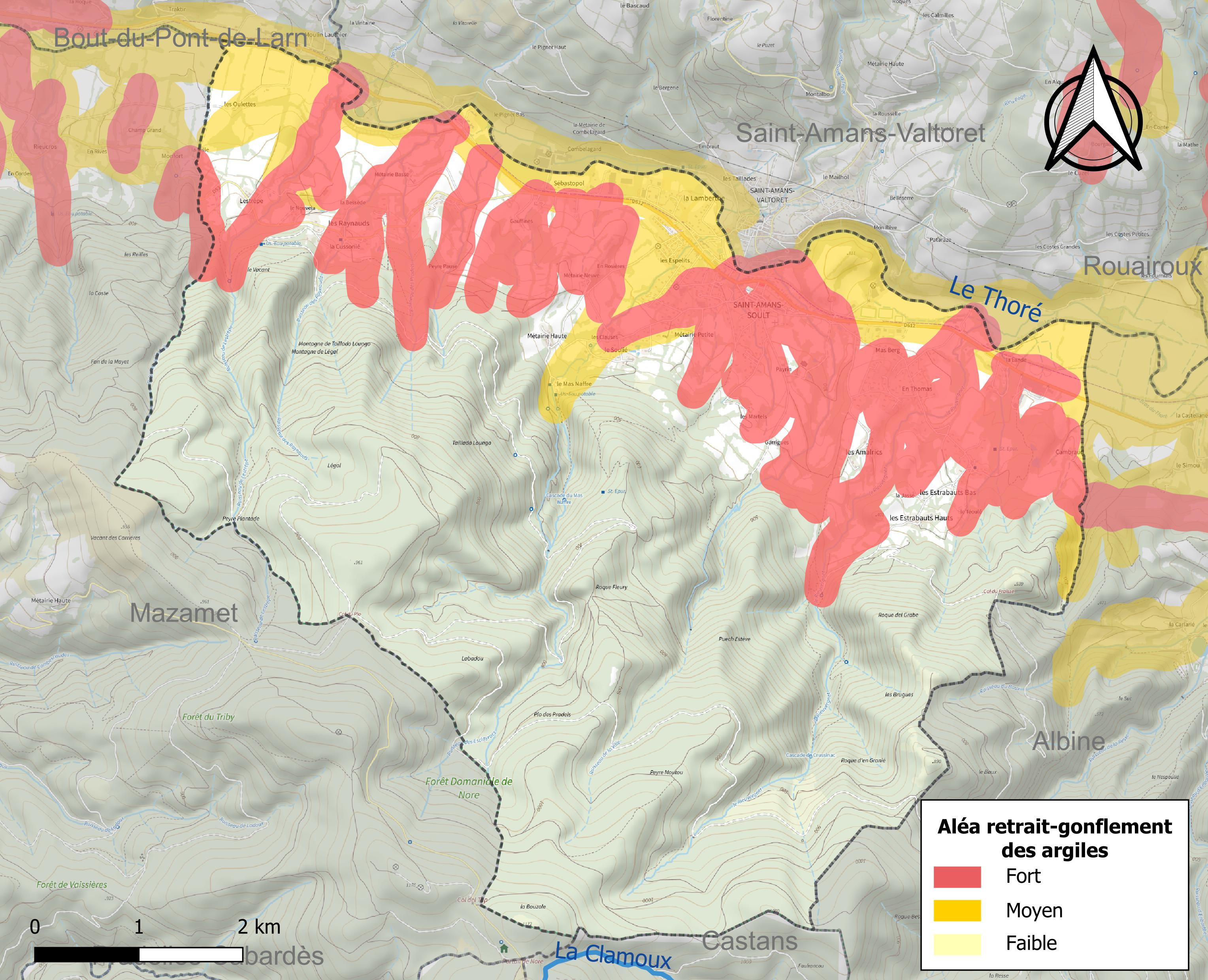
Carte des zones d'aléa retrait-gonflement des sols argileux de Saint-Amans-Soult.

La commune est vulnérable au risque de mouvements de terrains constitué principalement du retrait-gonflement des sols argileux. Cet aléa est susceptible d'engendrer des dommages importants aux bâtiments en cas d’alternance de périodes de sécheresse et de pluie. 32,6 % de la superficie communale est en aléa moyen ou fort (76,3 % au niveau départemental et 48,5 % au niveau national). Sur les 812 bâtiments dénombrés sur la commune en 2019, 737 sont en aléa moyen ou fort, soit 91 %, à comparer aux 90 % au niveau départemental et 54 % au niveau national. Une cartographie de l'exposition du territoire national au retrait gonflement des sols argileux est disponible sur le site du BRGM,.
Par ailleurs, afin de mieux appréhender le risque d’affaissement de terrain, l'inventaire national des cavités souterraines permet de localiser celles situées sur la commune.

#### Risques technologiques
Le risque de transport de matières dangereuses sur la commune est lié à sa traversée par des infrastructures routières ou ferroviaires importantes ou la présence d'une canalisation de transport d'hydrocarbures. Un accident se produisant sur de telles infrastructures est susceptible d’avoir des effets graves sur les biens, les personnes ou l'environnement, selon la nature du matériau transporté. Des dispositions d’urbanisme peuvent être préconisées en conséquence.

#### Risque particulier
Dans plusieurs parties du territoire national, le radon, accumulé dans certains logements ou autres locaux, peut constituer une source significative d’exposition de la population aux rayonnements ionisants. Certaines communes du département sont concernées par le risque radon à un niveau plus ou moins élevé. Selon la classification de 2018, la commune de Saint-Amans-Soult est classée en zone 3, à savoir zone à potentiel radon significatif.

## Histoire

### Apparition d'une bastide auXIIIesiècle

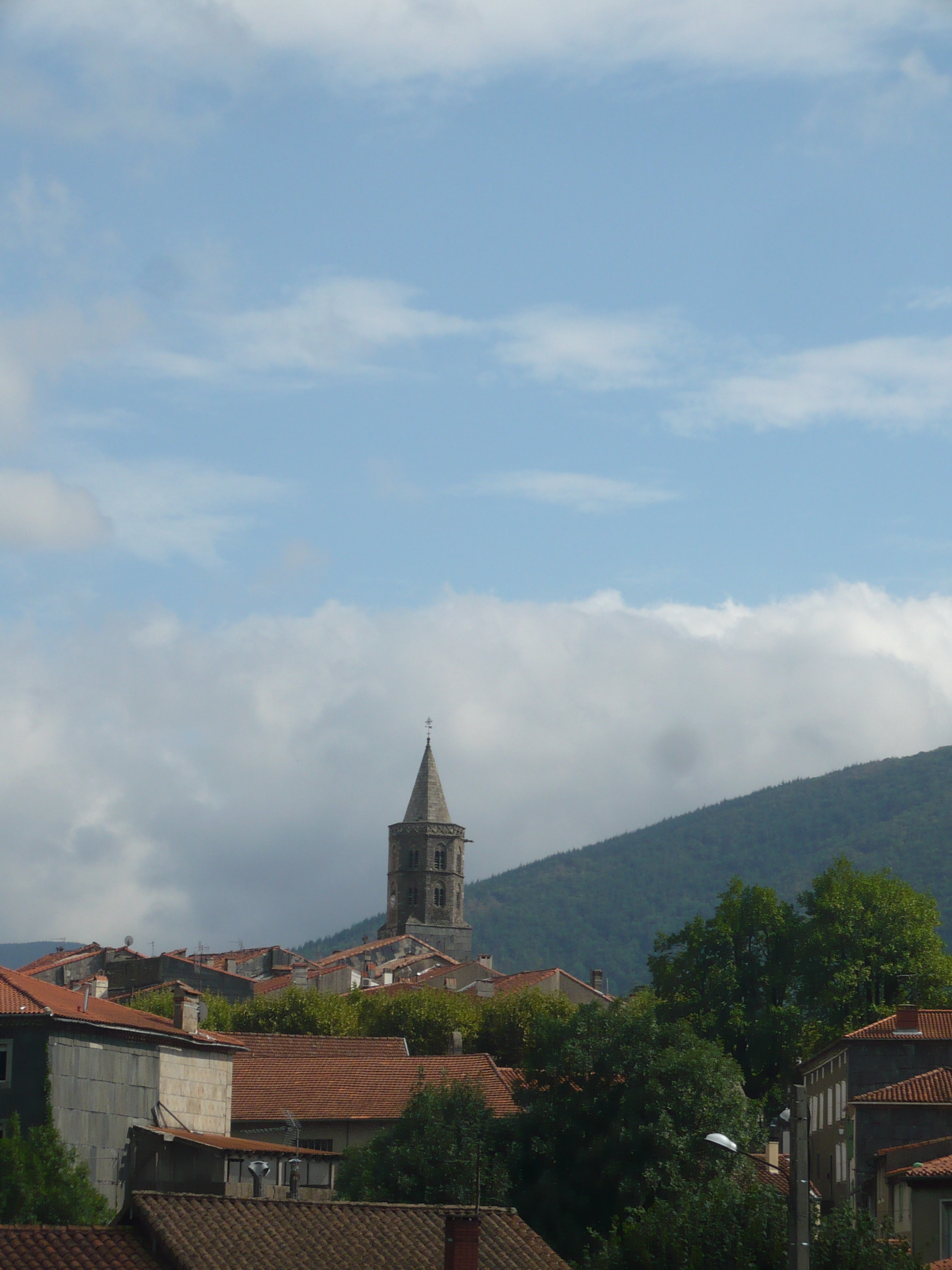
Église Notre-Dame-de-l'Assomption du XVIIIe siècle et montagne Noire.

Jadis il existait un seul Saint-Amans bâti au pied de la Montagne Noire, le long de la rive droite du Thoré.
1225 : une poignée d’habitants désireux de s'affranchir de la tutelle seigneuriale, fonda une bastide sur l’autre rive du Thoré.

Ainsi naquit Saint-Amans-la-Bastide, ville franche placée sous la suzeraineté directe de la Couronne de France. Très vite la nouvelle cité s’entoura de remparts et fut communément désignée sous le nom de Saint-Amans vila mendre (ville de moindre importance) par opposition au Saint-Amans primitif (sur la rive droite du Thoré) qu’on qualifia de vila mage (ville principale) (aujourd'hui nommée Saint-Amans-Valtoret).

Dès la création de Saint-Amans vila mendre le roi agit en maître et seigneur absolu sur cette ville, qui fut une des places fortes du Languedoc.

### Guerres de religion auXVesiècle
1572 : en pleine guerre de religion les deux Saint-Amans s’affrontent pendant quatre jours, la ville restera finalement aux mains des protestants qui détruisent l’église initiale (du XIIIe) en 1581 afin d’édifier un temple. 

Toutefois elle sera rebâtie 100 ans plus tard sous son vocable actuel de Notre-Dame-de-l’Assomption. Le clocher de l’église du XIIIe siècle a été conservé, il est un bon exemple de l’architecture régionale de cette époque.
Après cette période de conflits, qui dure par intermittence pendant près de deux siècles, le commerce se développe et voit apparaître à Saint-Amans-Soult la production de verre par les gentilshommes verriers. Ces derniers s’installent sur les premiers contreforts de la montagne Noire qui leur offre les matériaux de base (le bois et la silice) indispensables à leur activité.

Ces artisans ont laissé sur le territoire de la commune un précieux témoignage de leurs activités. En effet, plusieurs fours verriers datant du XVIIe siècle sont encore visibles. Des travaux de restauration de ce précieux et rare patrimoine ont débuté en 2002 et se poursuivent grâce au concours des partenaires locaux.

### Échec de la fusion Saint-Amans-la-Bastide et Saint-Amans-Valtoret
1806 : le baron Gary, préfet du département du Tarn proposa la réunion des deux villages (se trouvant de part et d’autre du Thoré) en une seule commune. Mais les deux municipalités s’y opposèrent farouchement.

### Saint-Amans-la-Bastide est rebaptisé en l’honneur du maréchal Soult
1851 : le 3 décembre, la ville de La Bastide de Saint-Amans prit définitivement le nom de Saint-Amans-Soult en reconnaissance à ce grand soldat et homme d’État que fut le maréchal Jean de Dieu Soult, originaire de la commune.
1910 : création de la commune d’Albine détachée de Saint Amans Soult

### Seconde Guerre mondiale, le maquis en ébullition
1939-1945, des résistants prennent le maquis et se rencontrent dans le château du Maréchal Soult afin d'organiser la lutte face à l'envahisseur nazi.
1978 : les deux communes se sont dotées d’un syndicat intercommunal.

### Les fêtes de Saint-Largi
Depuis le début du XIXe siècle, une fête est organisée à Saint-Amans-Soult (bœuf à la broche, chapiteau, concerts, manèges, feu d'artifice). Ces festivités se déroulent au mois d'août et connaissent un fort succès.

### Intégration dans la communauté d'agglomérations
1993 : Saint-Amans-Soult entre dans le district de Castres-Mazamet puis participe à la création de la communauté d’agglomérations le 1er janvier 2000.

### Héraldique de Saint-Amans-Soult
| Saint-Amans-Soult | Son blasonnement est : D'argent à trois fleurs de lys de sable. |

## Politique et administration

### Liste des maires
| Période                                  | Période   | Identité        | Étiquette | Qualité |
| ---------------------------------------- | --------- | --------------- | --------- | --- |
| Les données manquantes sont à compléter. |           |                 |           | |
| 1998                                     | mai 2020  | Daniel Vialelle | DVG       | Conseiller général du canton de Saint-Amans-Soult (2001-2015) Conseiller départemental du Mazamet-2 Vallée du Thoré depuis 2015 |
| mai 2020                                 | mars 2024 | Alexis Mouret   |           | |

## Économie

### Revenus
En 2018, la commune compte 681 ménages fiscaux, regroupant 1 490 personnes. La médiane du revenu disponible par unité de consommation est de 19 500 € (20 400 € dans le département).

### Emploi
|                | 2008  | 2013  | 2018  |
| -------------- | ----- | ----- | ----- |
| Commune        | 7,7 % | 10 %  | 8,5 % |
| Département    | 8,2 % | 9,9 % | 10 %  |
| France entière | 8,3 % | 10 %  | 10 %  |

En 2018, la population âgée de 15 à 64 ans s'élève à 833 personnes, parmi lesquelles on compte 73,1 % d'actifs (64,6 % ayant un emploi et 8,5 % de chômeurs) et 26,9 % d'inactifs,. Depuis 2008, le taux de chômage communal (au sens du recensement) des 15-64 ans est inférieur à celui de la France et du département.
La commune fait partie de la couronne de l'aire d'attraction de Mazamet, du fait qu'au moins 15 % des actifs travaillent dans le pôle,. Elle compte 517 emplois en 2018, contre 469 en 2013 et 544 en 2008. Le nombre d'actifs ayant un emploi résidant dans la commune est de 543, soit un indicateur de concentration d'emploi de 95,2 % et un taux d'activité parmi les 15 ans ou plus de 45,9 %.
Sur ces 543 actifs de 15 ans ou plus ayant un emploi, 173 travaillent dans la commune, soit 32 % des habitants. Pour se rendre au travail, 89,9 % des habitants utilisent un véhicule personnel ou de fonction à quatre roues, 0,7 % les transports en commun, 5,4 % s'y rendent en deux-roues, à vélo ou à pied et 4,1 % n'ont pas besoin de transport (travail au domicile).

### Activités hors agriculture

#### Secteurs d'activités
117 établissements sont implantés  à Saint-Amans-Soult au 31 décembre 2019. Le tableau ci-dessous en détaille le nombre par secteur d'activité et compare les ratios avec ceux du département,.
| Secteur d'activité                                                                                        | Commune | Commune | Département |
| Secteur d'activité                                                                                        | Nombre  | %       | %           |
| --- | ------- | ------- | ----------- |
| Ensemble                                                                                                  | 117     |         |             |
| Industrie manufacturière, industries extractives et autres                                                | 21      | 17,9 %  | (13 %)      |
| Construction                                                                                              | 12      | 10,3 %  | (12,5 %)    |
| Commerce de gros et de détail, transports, hébergement et restauration                                    | 34      | 29,1 %  | (26,7 %)    |
| Activités financières et d'assurance                                                                      | 4       | 3,4 %   | (3,3 %)     |
| Activités immobilières                                                                                    | 2       | 1,7 %   | (4,2 %)     |
| Activités spécialisées, scientifiques et techniques et activités de services administratifs et de soutien | 15      | 12,8 %  | (13,8 %)    |
| Administration publique, enseignement, santé humaine et action sociale                                    | 20      | 17,1 %  | (15,5 %)    |
| Autres activités de services                                                                              | 9       | 7,7 %   | (9 %)       |

Le secteur du commerce de gros et de détail, des transports, de l'hébergement et de la restauration est prépondérant sur la commune puisqu'il représente 29,1 % du nombre total d'établissements de la commune (34 sur les 117 entreprises implantées  à Saint-Amans-Soult), contre 26,7 % au niveau départemental.

#### Entreprises et commerces
Les cinq entreprises ayant leur siège social sur le territoire communal qui génèrent le plus de chiffre d'affaires en 2020 sont : 
- Ferrand Constructeur, mécanique industrielle (2 856 k€)
- SERHY, activités des sièges sociaux (1 042 k€)
- Delainage De Sebastopol, préparation de fibres textiles et filature (696 k€)
- Gestion Installation Exploitation Production D'energies "Giepe, conseil pour les affaires et autres conseils de gestion (172 k€)
- Soc Hydroelectrique Du Moulin Neuf - SHMN, production d'électricité (117 k€)

### Agriculture
|               | 1988 | 2000 | 2010 | 2020 |
| ------------- | ---- | ---- | ---- | ---- |
| Exploitations | 16   | 13   | 13   | 8    |
| SAU (ha)      | 311  | 377  | 450  | 360  |

La commune est dans la Montagne Noire, une petite région agricole située dans le sud du département du Tarn. En 2020, l'orientation technico-économique de l'agriculture  sur la commune est l'élevage bovin, orientation mixte lait et viande. Huit exploitations agricoles ayant leur siège dans la commune sont dénombrées lors du recensement agricole de 2020 (16 en 1988). La superficie agricole utilisée est de 360 ha,,.

## Démographie
| 1793  | 1800  | 1806  | 1821  | 1831  | 1836  | 1841  | 1846  | 1851  |
| ----- | ----- | ----- | ----- | ----- | ----- | ----- | ----- | ----- |
| 2 140 | 2 014 | 2 172 | 2 378 | 2 331 | 2 502 | 2 353 | 2 686 | 1 823 |

| 1856  | 1861  | 1866  | 1872  | 1876  | 1881  | 1886  | 1891  | 1896  |
| ----- | ----- | ----- | ----- | ----- | ----- | ----- | ----- | ----- |
| 2 464 | 2 374 | 2 427 | 2 471 | 2 435 | 2 471 | 2 414 | 2 579 | 2 602 |

| 1901  | 1906  | 1911  | 1921  | 1926  | 1931  | 1936  | 1946  | 1954  |
| ----- | ----- | ----- | ----- | ----- | ----- | ----- | ----- | ----- |
| 2 566 | 2 598 | 1 510 | 1 328 | 1 441 | 1 453 | 1 456 | 1 404 | 1 684 |

| 1962  | 1968  | 1975  | 1982  | 1990  | 1999  | 2006  | 2008  | 2013  |
| ----- | ----- | ----- | ----- | ----- | ----- | ----- | ----- | ----- |
| 1 716 | 1 732 | 1 717 | 1 634 | 1 677 | 1 672 | 1 680 | 1 677 | 1 646 |

| 2018  | 2022  | - | - | - | - | - | - | - |
| ----- | ----- | - | - | - | - | - | - | - |
| 1 539 | 1 524 | - | - | - | - | - | - | - |

## Culture locale et patrimoine

### Lieux et monuments
- Chapelle funéraire de la famille Soult. L'édifice a été classé au titre des monuments historiques en 1995[40].
- Église Notre-Dame de Saint-Amans-Soult. L'édifice a été inscrit au titre des monuments historiques en 1927[41]. Plusieurs objets sont référencés dans la base Palissy (voir les notices liées)[41].

### Mégalithes préhistoriques
- Le menhir des Amalrics a été rapporté depuis les champs d'où il a été déterré jusqu'au hameau des Amalrics. Depuis 1893, cette belle dalle au sommet soigneusement arrondi y sert de support à un calvaire.
- Le menhir de Peyre Pause est le second menhir de la commune.

### Château, maison natale et tombeau du maréchal Jean Soult

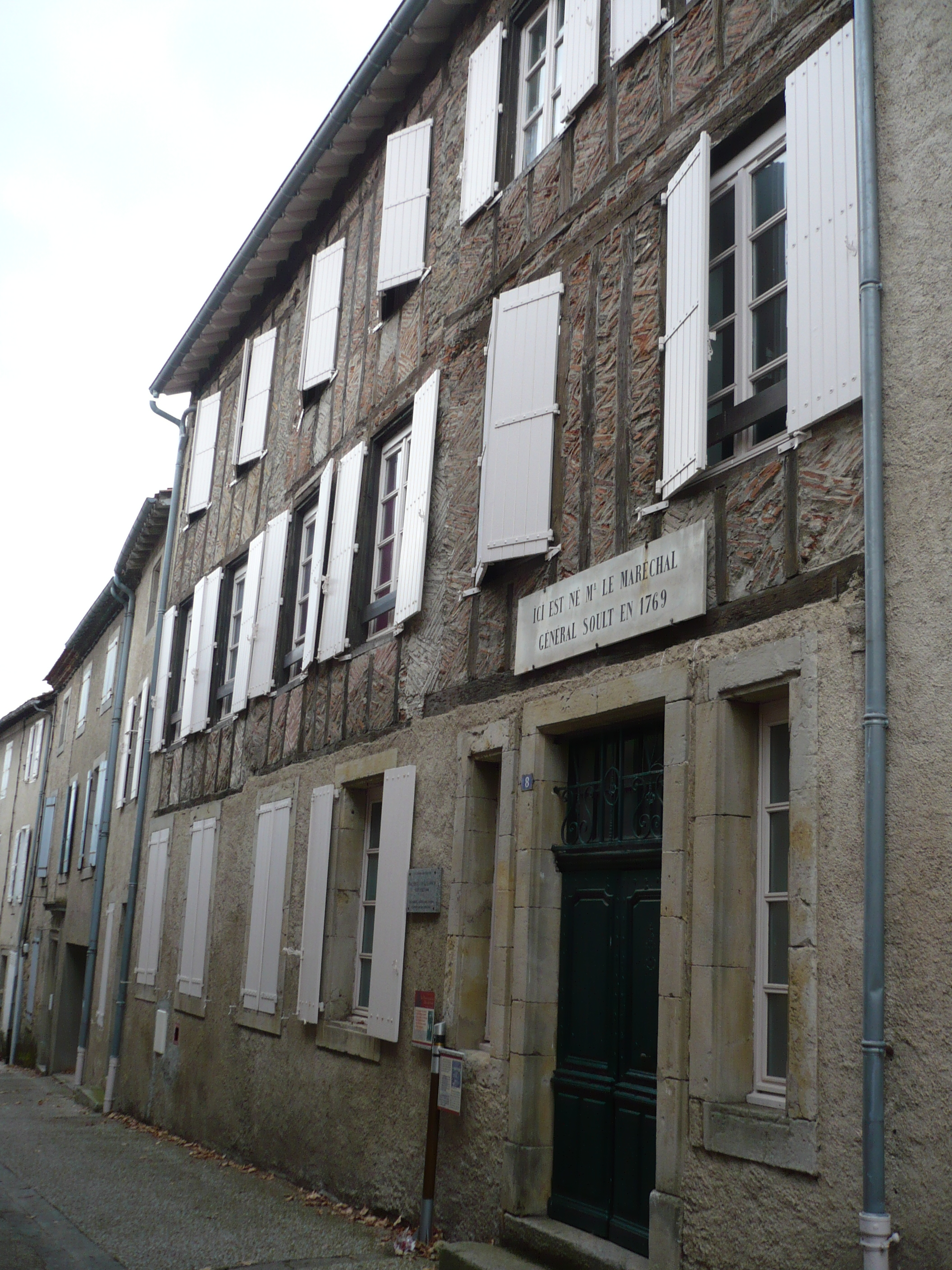
Maison où naquit en 1769 le maréchal et duc de Dalmatie Jean Soult.
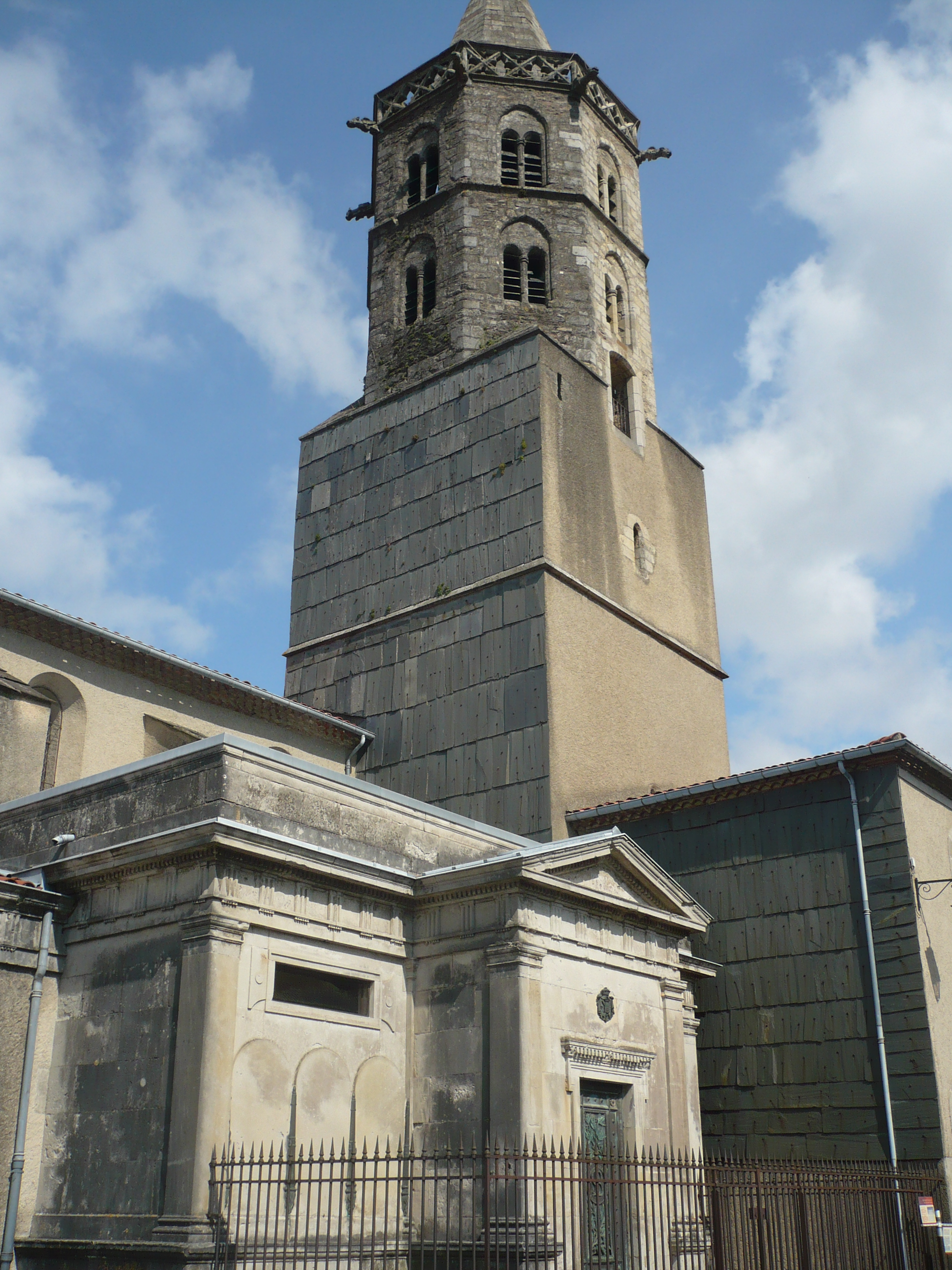
Tombeau du maréchal Jean Soult (chapelle funéraire de la famille Soult), de son épouse Louise Berg, et de René Reille Soult adossé à l'église Notre-Dame de Saint-Amans-Soult
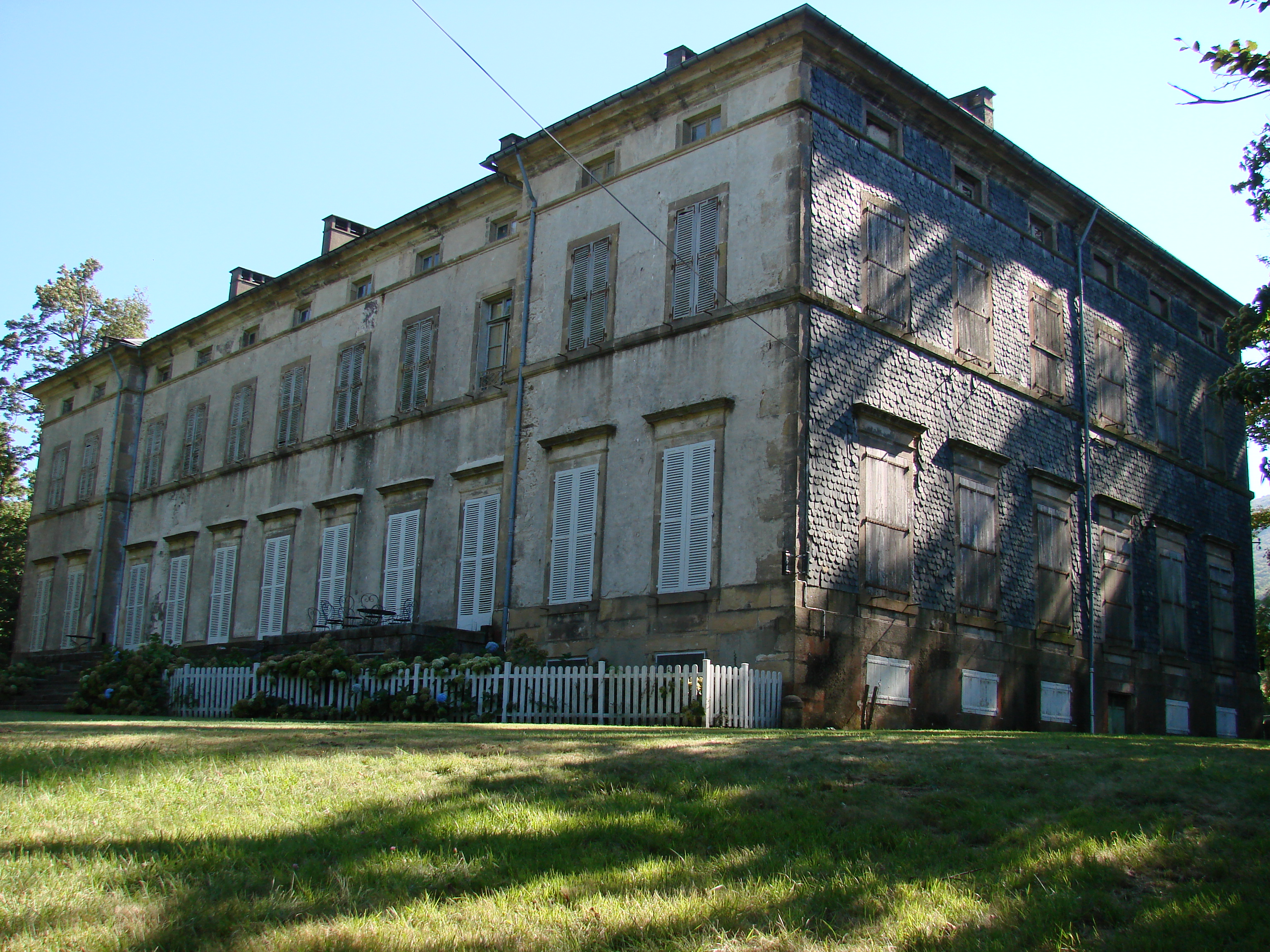
Château de Soult-Berg où vécurent le maréchal Soult et sa femme Louise Berg.
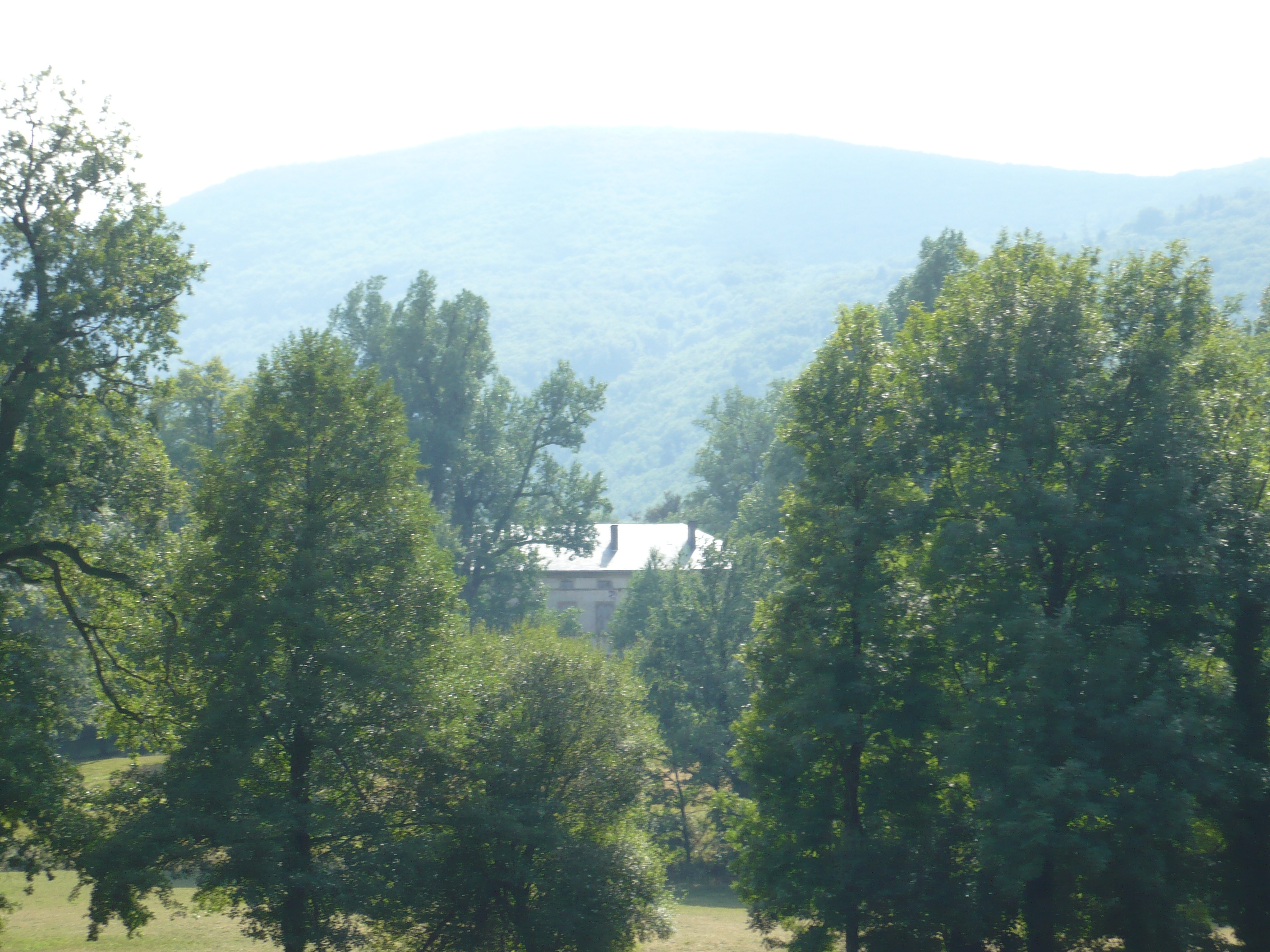
Parc et château où vécut le maréchal Soult qui se distingua dans la Grande Armée de Napoléon Ier.

### Bastide: église duXIIIesiècle, hospice et caserne

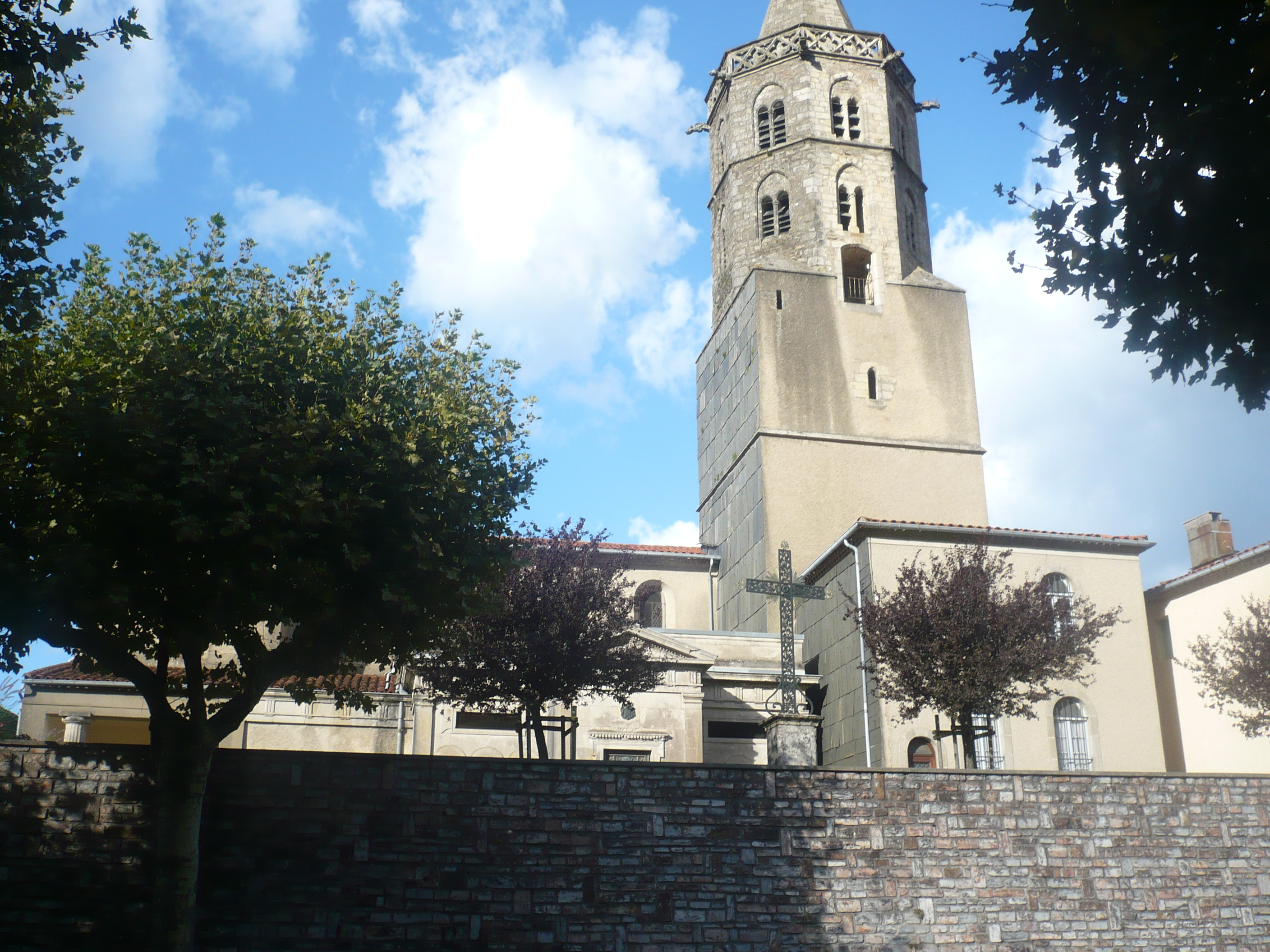
Église du XIIIe siècle plusieurs fois détruite pendant les guerres de Religion.
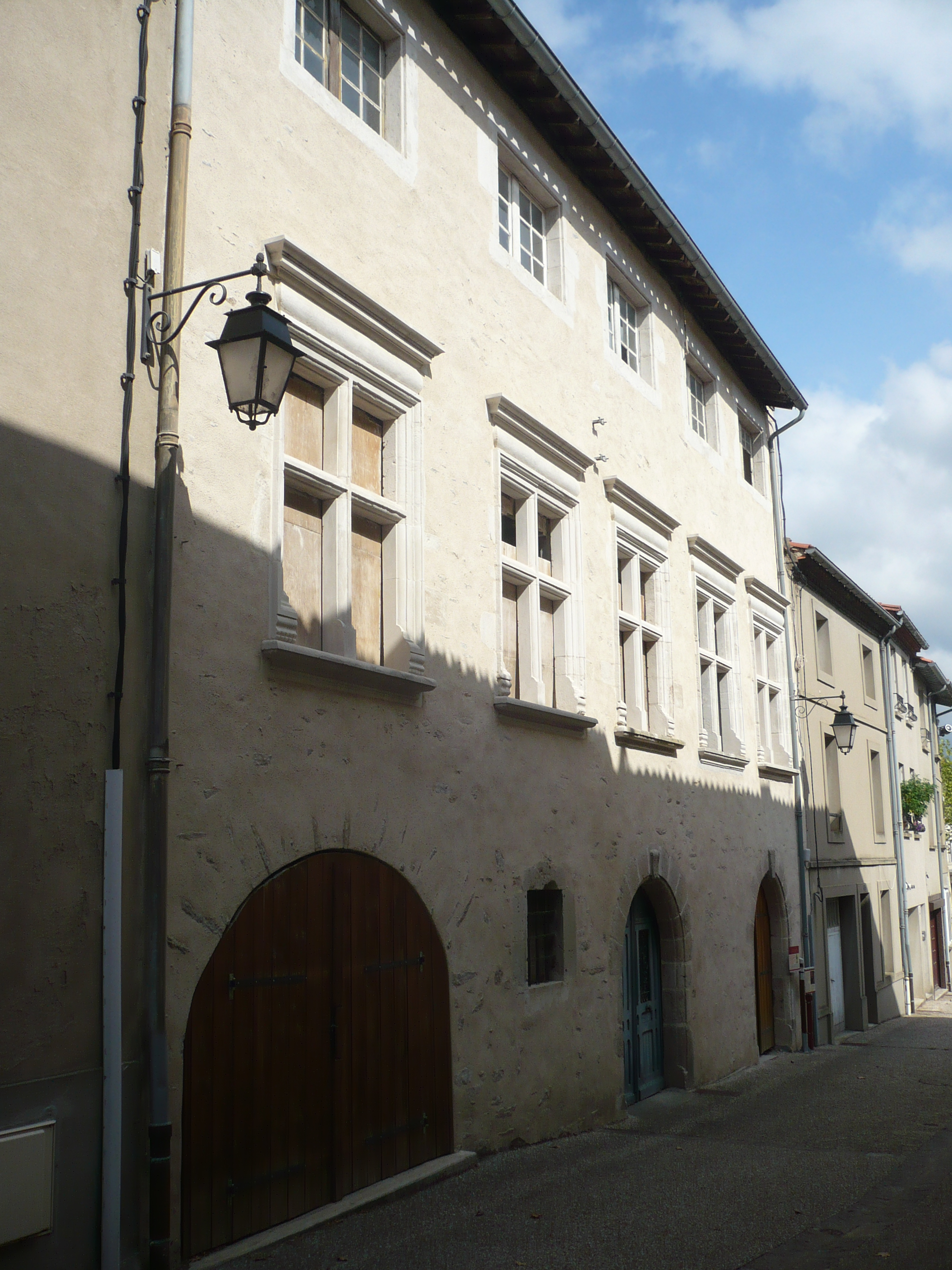
Caserne, gendarmerie puis hôtel de ville des XVIe et XVIIe siècles.
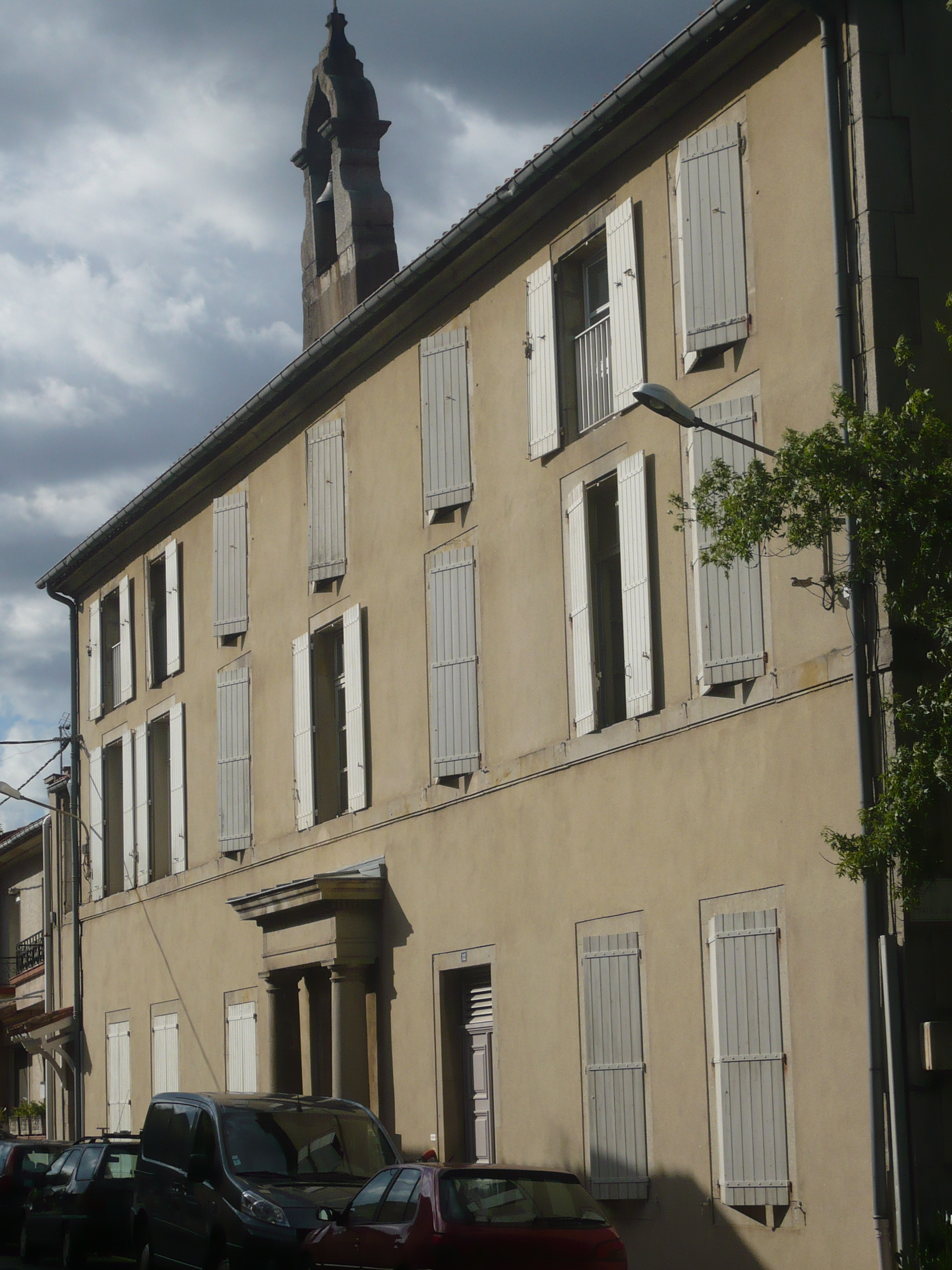
Hospice des sœurs de Saint-Vincent-de-Paul au XIXe siècle.

### Fontaines et monument aux morts

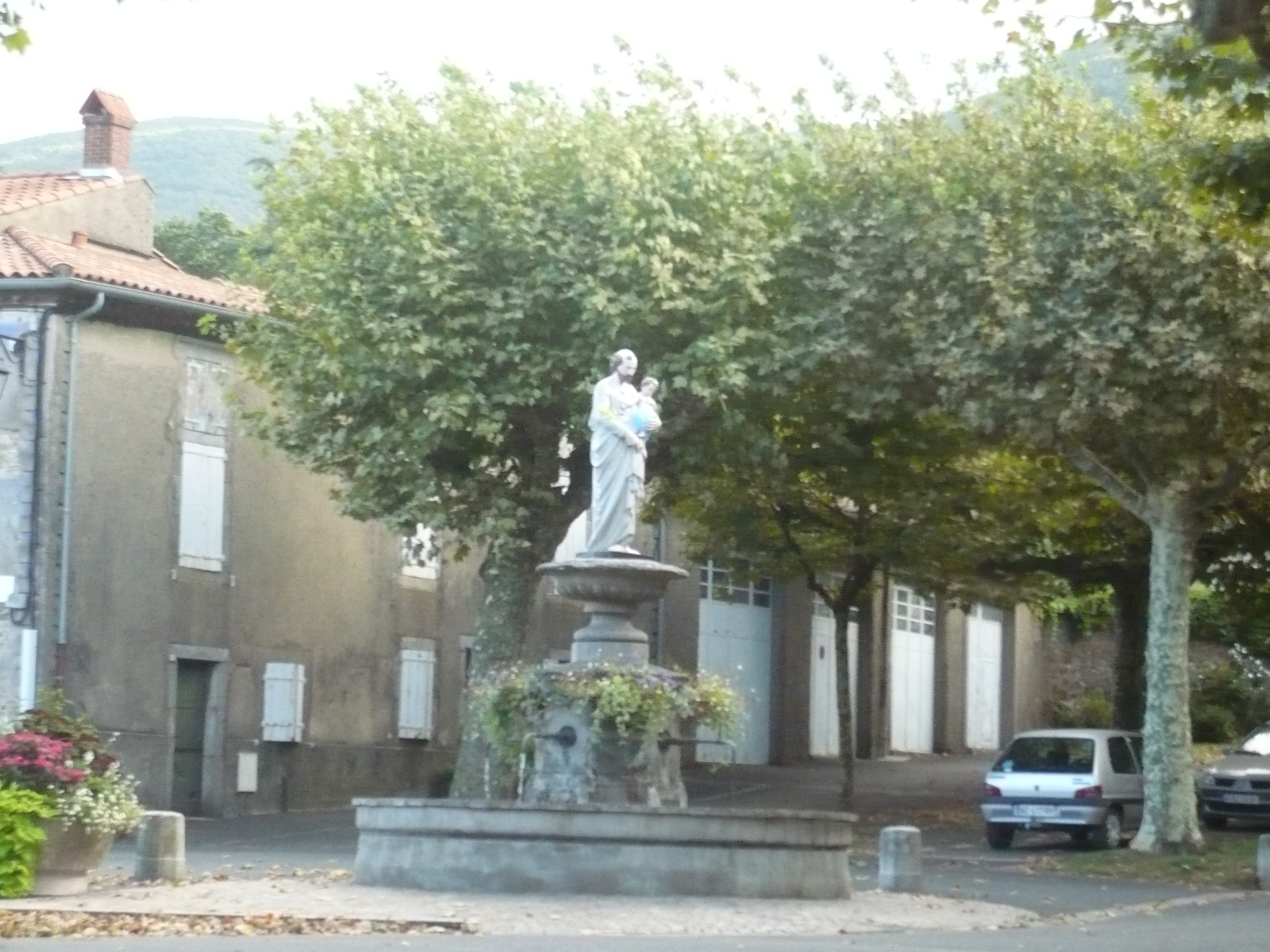
Fontaine alimentant en eau la commune depuis plus d'un siècle.

### Personnalités liées à la commune
- Jean-de-Dieu Soult (1769-1851), maréchal d'Empire et duc de Dalmatie dans la Grande Armée de Napoléon Ier. Donna son nom à la commune.
- Pierre Benoît Soult (1770-1843) général d'Empire sous le règne de l'empereur Napoléon Ier, y est né.
- Xavier Reille  (1871-1944), baron, militaire, industriel et homme politique, né à Saint-Amans-Soult, maire de Saint-Amans-Soult, député du Tarn.
- Amédée Reille (1873-1944), homme politique français, député du Tarn en 1899.
- René Reille-Soult de Dalmatie (1888-1917), homme politique français, député du Tarn tué pendant la Grande Guerre. Il repose devant le tombeau du maréchal Soult et de son épouse Louise Berg.
- Pierre Michel (1943-1981), né à Saint-Amans-Soult et mort assassiné à Marseille, est un juge d'instruction français. C'est après le juge Renaud, le deuxième juge assassiné en France sur les ordres de la pègre depuis l'Occupation.